# Gallerix
Gallerix är ett svenskt e-handelsföretag med huvudkontor i Växjö i Småland. Verksamheten har internationell inriktning med webbutiker i 24 länder. Företaget grundades 1974 i Uppsala av Johan Lefvert. Produktsortimentet består av posters, tavelramar, relaterad konst och upphängningstillbehör.

## Företagshistoria
Gallerix hade under en period 93 butiker i Sverige. I Gallerix butiker såldes bland annat affischer, ramar och gratulationskort. Majoriteten av kedjans butiker hade egen ramverkstad. Inramning av konst, affischer och minnessaker var en del av ramverkstadens funktion. 
Kedjan byggde från början på franchising-modellen, där varje butik ägds av en oberoende näringsidkare. I november 2011 meddelade dock företaget att franchaise-konceptet avvecklas. Gallerixkedjan sysselsatte år 2013 cirka 200 personer.
Gallerix butiker hade ramverkstäder med enbart certifierat material enligt ISO9706. Detta krävdes för att leva upp till dagens krav på ålderbeständig inramning. Samarbetade sedan 2008 även med Canon då alla butiker då även kunde leverera storbildstryck på canvasduk direkt i butik..
År 2007 köpte den finska kedjan Tiimari med snarlik inriktning upp Gallerix. Efter fyra år, 2011, beslutade Tiimari att sälja Gallerix. I början av 2012 förhandlades om en Management buyout. Köpet genomfördes i slutet av januari 2012.
Den 17 januari 2013 påbörjades en företagsrekonstruktion. Denna pågick fram till den 3 september 2013 då företaget ansökte om konkurs. Tillförordnad VD sista tiden var Johan Sunnerstam.
Den 6 juli 2018 stängdes alla fysiska butiker.
Hösten 2019 förvärvades alla rättigheter till varumärket Gallerix av Printgruppen Svenska AB. Under hösten 2020 återlanserades varumärket Gallerix under ny slogan "Love your home" och med nya hemsidor och en verksamhet med renodlad e-handel utan fysiska butiker.  I januari 2021 bytte Printgruppen Svenska AB namn till Gallerix AB som numera är namnet på det verksamma bolaget som äger och driver Gallerix.